# Partage de midi
Pour le téléfilm adapté de la pièce, voir Le Partage de midi.

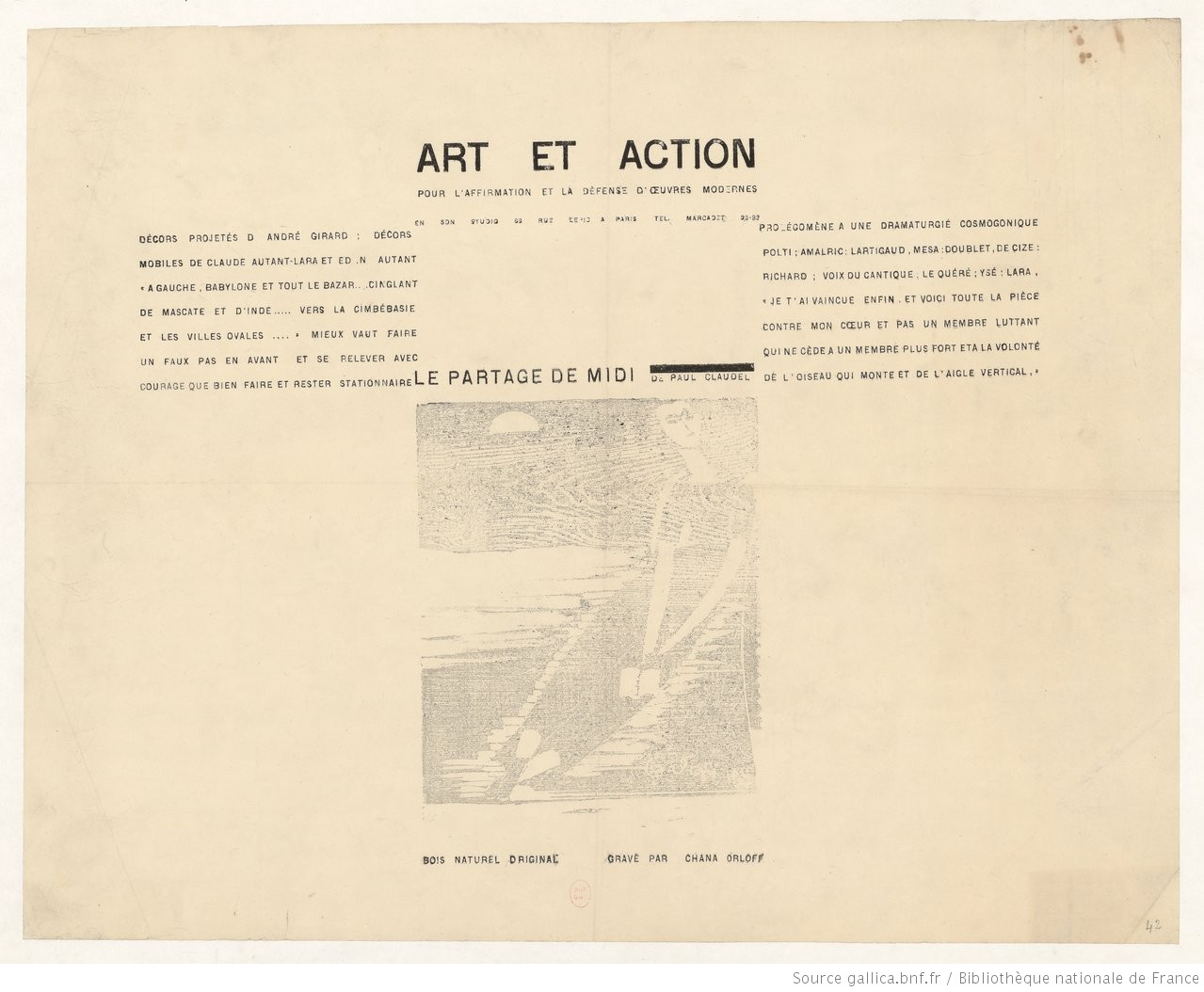
Gravure sur bois par Chana Orloff pour Le Partage de midi en 1921

Partage de midi est un drame en trois actes de Paul Claudel, écrit pour trois puis quatre personnages en 1905, créé dans une version modifiée le 16 décembre 1948 au théâtre Marigny par la compagnie Renaud-Barrault sous la direction de Simonne Volterra. Claudel en modifiera la fin en 1949.
Le drame est selon Claudel l'« histoire un peu arrangée de l’aventure amoureuse » qu’il a vécue de 1900 à 1905 avec Rosalie Vetch. L'auteur saisit l’occasion de récrire une des parties les plus intenses de sa vie. Dans cette pièce parmi les plus célèbres de Claudel, un homme aime une femme improbable alors que celle-ci imagine quitter son mari pour un autre homme. Tous deux ont connu un échec et se rendent en Chine en espérant prendre un nouveau départ. L’ensemble de la pièce forge un tableau emblématique où la religion articule les personnages dans une quête d’absolu.

## Distribution
Création Théâtre Marigny, 1948
- Jean-Louis Barrault : Mesa
- Pierre Brasseur : Amalric
- Jacques Dacqmine : De Ciz
- Edwige Feuillère : Ysé
- Mise en scène : Jean-Louis Barrault
- Décors : Félix Labisse
- Costumes : Christian Bérard

Reprise Comédie-Française (1975)
- Patrice Kerbrat : Mesa
- Michel Aumont : Amalric
- Jérôme Deschamps : De Ciz
- Ludmila Mikaël : Ysé
- Mise en scène : Antoine Vitez
- Décors et costumes : Yannis Kokkos

Reprise Théâtre de l'Atelier, 1990
- Didier Sandre : Mesa
- Jean-Pierre Marielle : Amalric
- François Berléand : De Ciz
- Nicole Garcia : Ysé
- Mise en scène : Brigitte Jaques-Wajeman

Reprise Studio-Théâtre de Vitry, 1993, 94,95, et tournée France et Europe de l'est
- Christian Cloarec : Mesa
- Philippe Girard : Amalric
- Xavier Helly : De Ciz
- Hélène Lausseur : Ysé
- Mise en scène Alain Ollivier

Reprise Comédie-Française, 2007
- Éric Ruf : Mesa
- Hervé Pierre : Amalric
- Christian Gonon : De Ciz
- Marina Hands : Ysé
- Mise en scène : Yves Beaunesne
- Reprise au théâtre Marigny en 2009

Reprise Festival d'Avignon, 2008
- Nicolas Bouchaud : Mesa
- Jean-François Sivadier : Amalric
- Gaël Baron : De Ciz
- Valérie Dréville : Ysé
- Mise en scène collective avec le concours de Charlotte Clamens et de Philippe Ducou

Reprise (version de 1905) Théâtre de l'Aquarium, 2010
- Pierre Baux : Mesa
- Antoine Caubet : Amalric
- Victor de Oliveira : De Ciz
- Cécile Cholet : Ysé
- Mise en scène : Antoine Caubet
- Scénographie et costumes : Isabelle Rousseau

Reprise (version de 1948) Théâtre National Populaire, 2015
- Damien Gouy : Mesa
- Julien Tiphaine : Amalric
- Julien Gauthier : De Ciz
- Clémentine Verdier : Ysé
- Mise en scène : Clémentine Verdier

Reprise (version de 1906) Théâtre National de Strasbourg, 2018
- Stanislas Nordey : Mesa
- Alexandre Ruby : Amalric
- Mathurin Voltz: De Ciz
- Jutta Johanna Weiss : Ysé
- Mise en scène : Eric Vigner
- Scénographie: Eric Vigner